# Hagenmühle (Boxberg)
Hagenmühle ist ein Wohnplatz auf der Gemarkung des Boxberger Stadtteils Uiffingen im Main-Tauber-Kreis im fränkisch geprägten Nordosten Baden-Württembergs.

## Geographie

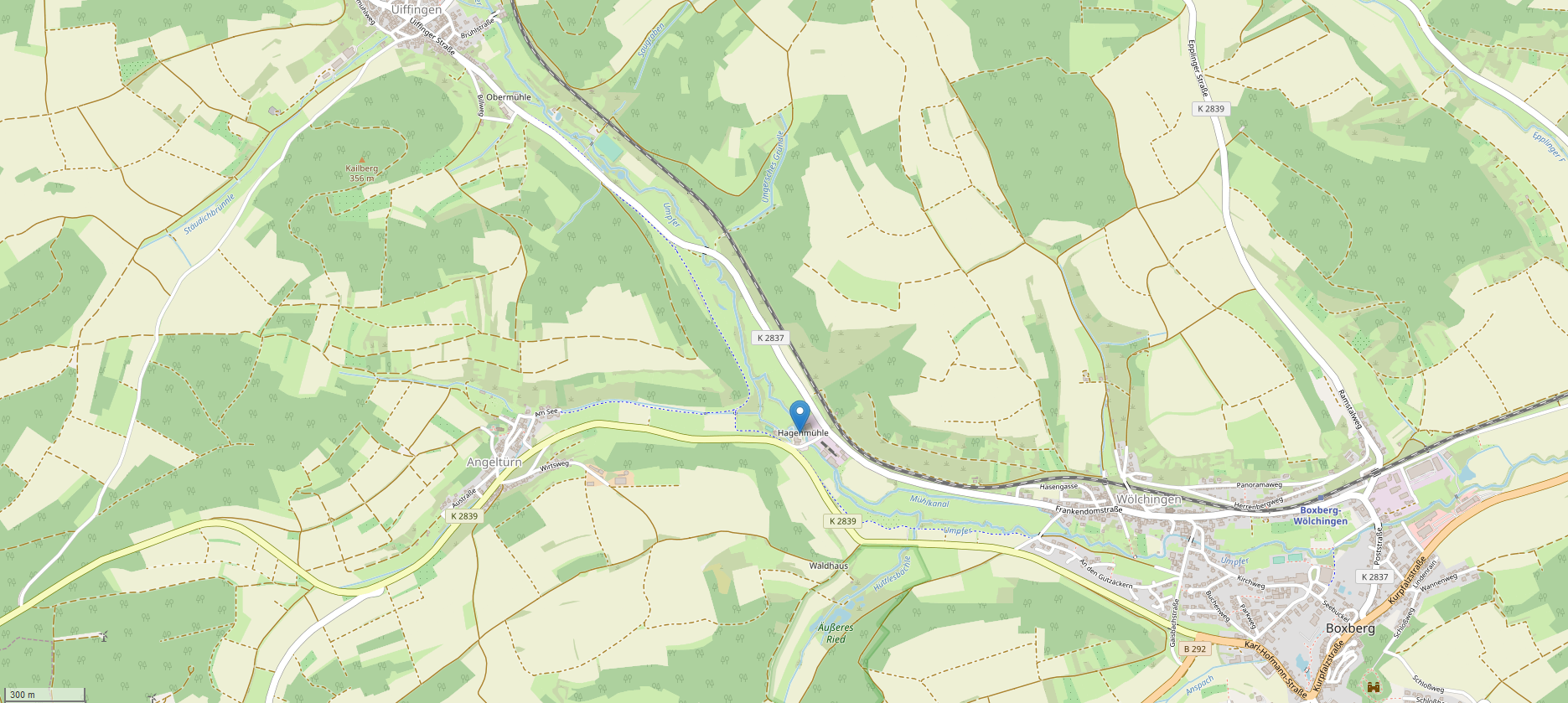
Lage der Hagenmühle

Die Hagenmühle liegt zwischen den Boxberger Stadtteilen Uiffingen und Wölchingen im Umpfertal. Am Wohnplatz mündet ein von Westen aus Angeltürn kommender Bach in die Umpfer.

## Geschichte
Der Ort kam als Teil der ehemals selbständigen Gemeinde Uiffingen am 1. Januar 1973 zur Stadt Boxberg.

## Verkehr
Der Wohnplatz Hagenmühle ist über die K 3837 (Frankendomstraße) und über die K 2839 zu erreichen.